# Bolobo
Bolobo è un centro abitato della Repubblica Democratica del Congo, situato nella Provincia di Mai-Ndombe.